# Köksdebatten

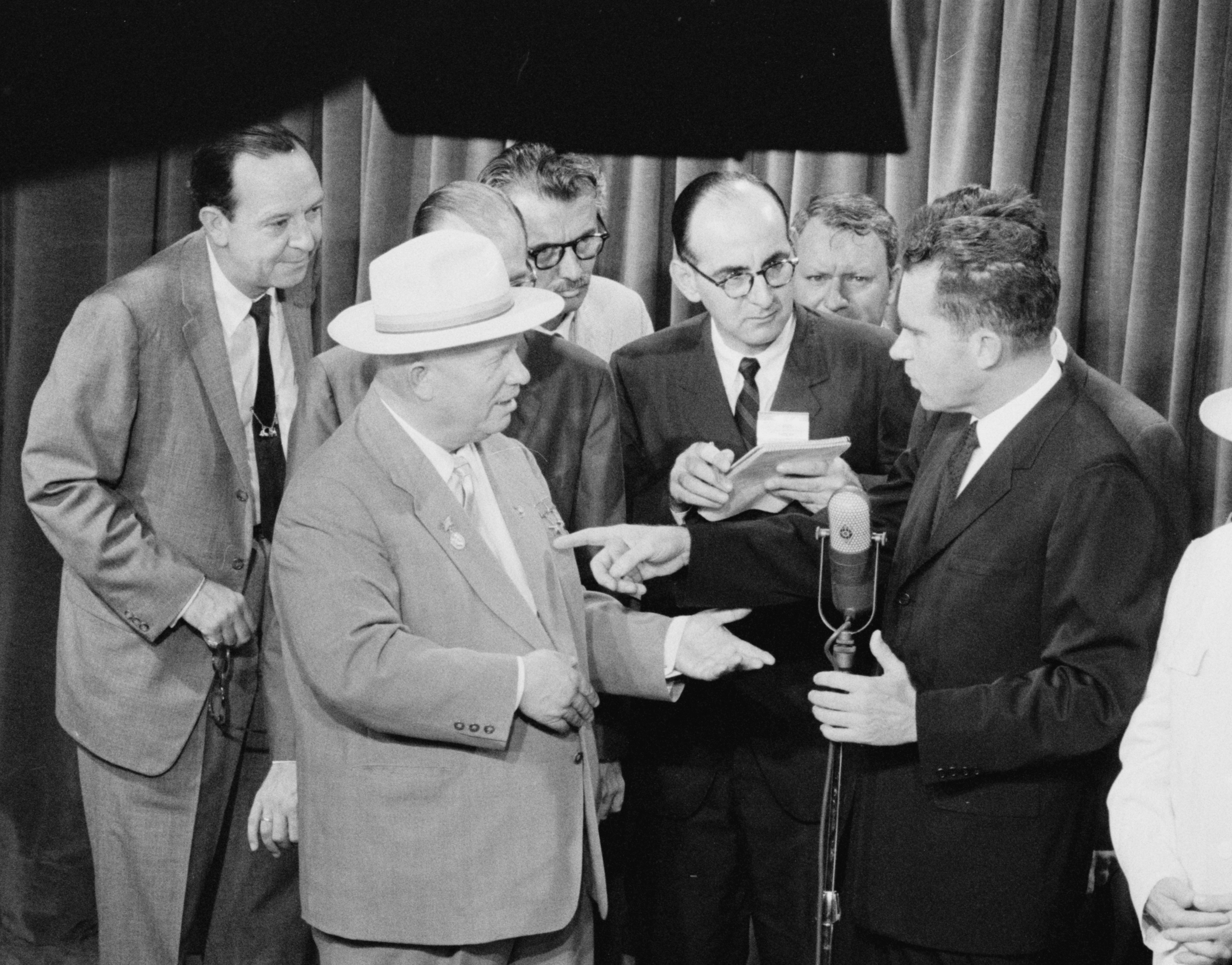
Köksdebatten

Köksdebatten (engelska: Kitchen Debate) var en serie spontana meningsutbyten (med tolk) mellan USA:s vicepresident Richard Nixon och Sovjetunionens premiärminister Nikita Chrusjtjov vid invigningen av amerikanska nationalutställningen i Sokolnikiparken i Moskva den 24 juli 1959. För utställningen byggdes ett helt hus, som de amerikanska utställarna påstod att vem som helst i USA kunde ha råd med. Huset var fyllt med arbetsbesparande utrustning och rekreationsutrustning som skulle representera frukterna av det kapitalistiska USA:s konsumtionsmarknad.

## TV
Amerikansk TV sände debatten den 25 juli 1959, sovjetisk två dagar senare.

### Fotnoter
1. ↑  ”Kalla kriget formade världen” (på svenska). Svenska dagbladet. 12 oktober 2008. https://www.svd.se/kalla-kriget-formade-varlden. Läst 12 oktober 2017.